# Liechtenstein op de Olympische Winterspelen 2002
Tijdens de Olympische Winterspelen van 2002, die in Salt Lake City (Verenigde Staten) werden gehouden, nam Liechtenstein voor de vijftiende keer deel.

## Deelnemers en resultaten
(m) = mannen, (v) = vrouwen 

### Alpineskiën
| Olympiër             | Discipline       | Resultaat | Prestatie                                              |
| -------------------- | ---------------- | --------- | ------------------------------------------------------ |
| Marco Büchel         | afdaling (m)     | 29e       | 1.41,86 (+2,73)                                        |
| Marco Büchel         | super g (m)      | 13e       | 1.23,52 (+1,94)                                        |
| Marco Büchel         | reuzenslalom (m) | 17e       | 2.25,89 (+2,61) — 1.13,67+1.12,22                      |
| Markus Ganahl        | reuzenslalom (m) | 27e       | 2.27,92 (+4,64) — 1.14,70+1.13,22                      |
| Markus Ganahl        | slalom (m)       | dnf-2     | opgave run 2 — 51,85+dnf                               |
| Jürgen Hasler        | afdaling (m)     | 26e       | 1.41,76 (+2,63)                                        |
| Jürgen Hasler        | super g (m)      | dnf       | opgave                                                 |
| Michael Riegler      | super g (m)      | dnf       | opgave                                                 |
| Michael Riegler      | reuzenslalom (m) | 35e       | 2.30,74 (+7,46) — 1.16,16+1.14,58                      |
| Achim Vogt           | reuzenslalom (m) | 23e       | 2.27,58 (+4,30) — 1.14,84+1.12,74                      |
|                      |                  |           |                                                        |
| Birgit Heeb-Batliner | reuzenslalom (v) | dq-2      | diskwalificatie run 2 (2.32,78) — 1.17,29+dq (1.15,49) |

### Langlaufen
| Olympiër      | Discipline                       | Resultaat | Prestatie                                        |
| ------------- | -------------------------------- | --------- | ------------------------------------------------ |
| Markus Hasler | sprint (m)                       | 12e       | dnq, kf 3 (3e): 2.53,3, kwal.:2.53,74 (+3,67)    |
| Markus Hasler | 30 km vrije stijl massastart (m) | 25e       | 1:14.47,0 (+3.16,0)                              |
| Markus Hasler | 50 km klassiek (m)               | 36e       | 2:20.31,8 (+14.11,0)                             |
| Markus Hasler | achtervolging 10 km+10 km (m)    | 26e       | +1.25,4 (klassiek:27.52,1 + vrije stijl:23.22,3) |
| Stefan Kunz   | sprint (m)                       | 22e       | dnq, kwal.:2.55,91 (+5,84)                       |
| Stefan Kunz   | 30 km vrije stijl massastart (m) | 31e       | 1:15.56,8 (+4.25,8)                              |
| Stefan Kunz   | achtervolging 10 km+10 km (m)    | 43e       | +2.32,3 (klassiek:28.01,4 + vrije stijl:24.20,2) |

Amerikaanse Maagdeneilanden · Andorra · Argentinië · Armenië · Australië · Azerbeidzjan · België · Bermuda · Bosnië en Herzegovina · Brazilië · Bulgarije · Canada · Chili · China · Chinees Taipei · Costa Rica · Cyprus · Denemarken · Duitsland · Estland · Fiji · Finland · Frankrijk · Georgië · Griekenland · Groot-Brittannië · Hongarije · Hongkong · Ierland · IJsland · India · Iran · Israël · Italië · Jamaica · Japan · Joegoslavië · Kameroen · Kazachstan · Kenia · Kirgizië · Kroatië · Letland · Libanon · Liechtenstein · Litouwen · Macedonië · Mexico · Moldavië · Monaco · Mongolië · Nederland · Nepal · Nieuw-Zeeland · Noorwegen · Oekraïne · Oezbekistan · Oostenrijk · Polen · Roemenië · Rusland · San Marino · Slovenië · Slowakije · Spanje · Tadzjikistan · Thailand · Trinidad en Tobago · Tsjechië · Turkije · Venezuela · Verenigde Staten · Wit-Rusland · Zuid-Afrika · Zuid-Korea · Zweden · Zwitserland

Uitgesloten van deelname: Puerto Rico